# (20230) Blanchard
(20230) Blanchard est un astéroïde de la ceinture principale.

## Description
(20230) Blanchard est un astéroïde de la ceinture principale. Il fut découvert le 6 décembre 1997 à Caussols par le programme ODAS. Il présente une orbite caractérisée par un demi-grand axe de 2,31 UA, une excentricité de 0,08 et une inclinaison de 3,6° par rapport à l'écliptique.

## Compléments